# Boris Vallaud
Pour les articles homonymes, voir Vallaud.
Boris Vallaud, né le 25 juillet 1975 à Beyrouth (Liban), est un haut fonctionnaire et homme politique français.
Ancien élève de l'ENA, il collabore avec Arnaud Montebourg au conseil général de Saône-et-Loire de 2008 à 2012, puis au ministère de l’Économie de 2012 à 2014. Il est ensuite secrétaire général adjoint de la présidence de la République, de 2014 à 2016.
Investi par le Parti socialiste, il est élu député dans la 3e circonscription des Landes lors des élections législatives de 2017. Il est réélu député socialiste aux élections législatives de 2022 au sein de la coalition NUPES, puis aux législatives de juillet 2024 sous les couleurs du Nouveau Front Populaire.
Il est élu président du groupe socialiste à l'Assemblée nationale en juin 2022, succédant ainsi à Valérie Rabault, puis réélu en 2024. En 2025, il présente sans succès sa candidature au poste de premier secrétaire du Parti socialiste.

## Biographie

### Famille et études

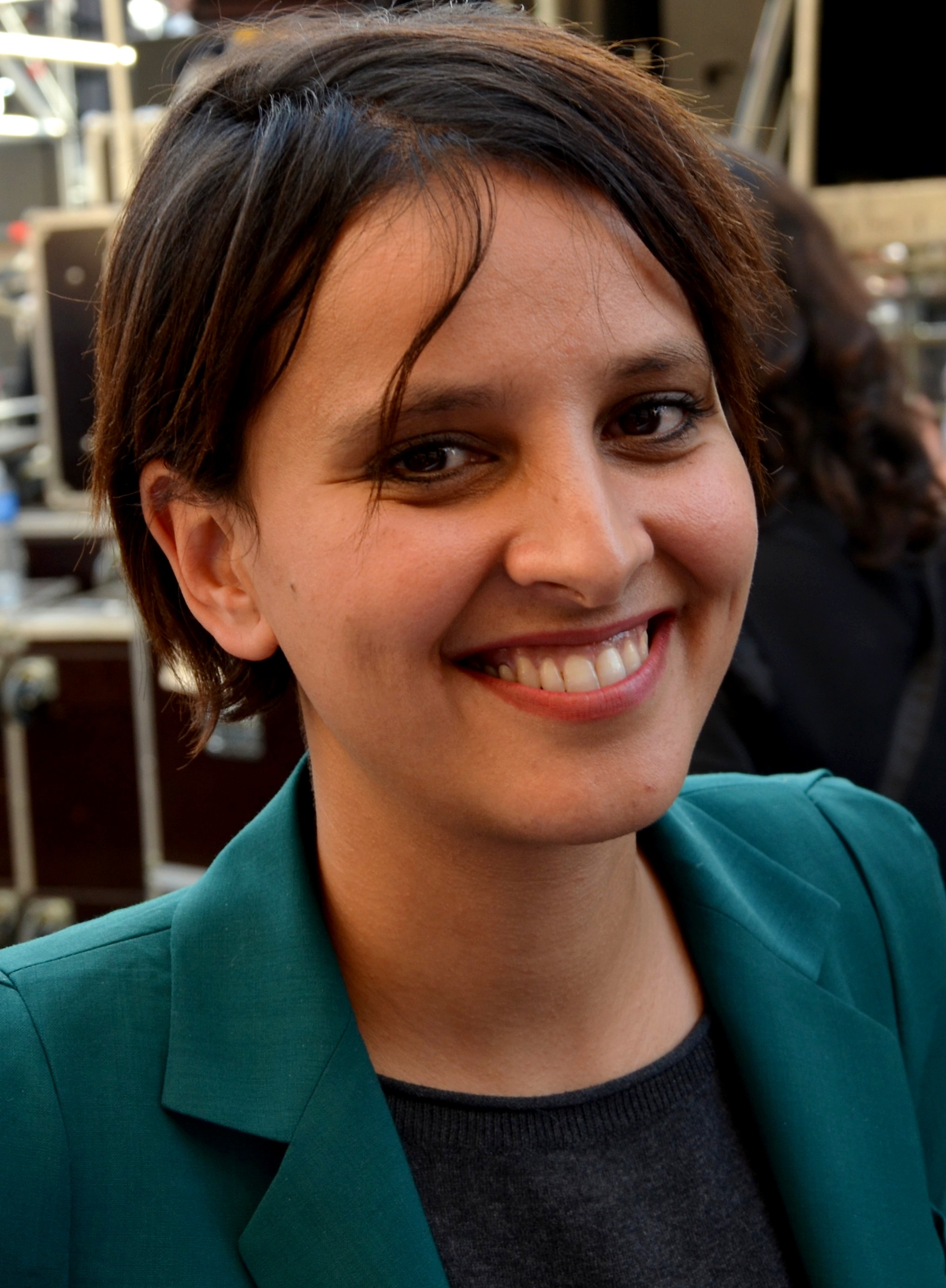
Najat Vallaud-Belkacem, son épouse.

Né le 25 juillet 1975 à Beyrouth, Boris Vallaud est le fils de Pierre Vallaud, historien puis directeur d'une maison d'édition, et de l'agrégée d'histoire Dominique Vallaud,. Par ailleurs filleul du politologue Antoine Sfeir, il dit avoir « gardé un attachement romantique [au Liban] et à la Méditerranée ». Il a des attaches dans les Landes : ses grands-parents sont enterrés à Saint-Sever et il est propriétaire d'une maison à Hontanx.
Titulaire d'une maîtrise en droit public, il est diplômé en 2000 de l'Institut d'études politiques de Paris, où il rencontre Najat Belkacem qu'il épouse le 27 août 2005 à Hontanx. Ils sont parents de jumeaux (un garçon et une fille) : Louis-Adel et Nour-Chloé, nés en 2008,.
Il entre ensuite à l'ENA. Il fait partie de la promotion Léopold Sédar Senghor dont est notamment issu Emmanuel Macron,.

### Parcours professionnel

#### Le choix de la préfecture
À la sortie de l'ENA, Boris Vallaud choisit le corps préfectoral. « Boris avait obtenu un bon classement de sortie qui aurait pu lui permettre d'intégrer un ministère, mais je ne suis pas surpris qu'il ait choisi le corps préfectoral : ça lui ressemblait d'être dans l'action et la responsabilité immédiates », témoigne Gaspard Gantzer, ancien conseiller communication de François Hollande à l'Elysée et camarade de promotion. Boris Vallaud le justifiera ainsi : « J'aurais pu aller au ministère de l'Emploi et ne plus jamais voir un chômeur en vrai. Mais je voulais tout de suite prendre la mesure des choses ».
Il devient alors directeur de cabinet du préfet du Gard puis secrétaire général de la préfecture des Landes de 2006 à 2008.

#### Les années Saône-et-Loire (2008-2012)
En 2008, il rejoint Arnaud Montebourg, alors président de département, comme directeur général des services au conseil général de Saône-et-Loire (2008-2012). L'Obs affirme qu'à ce poste, il « taillait drastiquement dans les dépenses » ; Benjamin Griveaux, alors vice-président du conseil général, indiquera en 2017 qu'il a « plutôt connu » Boris Vallaud « en Merkel de Saône-et-Loire » qu'en « Rosa Luxemburg à Paris ». Pour Boris Vallaud, cette expérience au département de Saône-et-Loire est « ce que j'ai fait de plus intéressant jusque-là dans ma carrière », en rappelant les « grandes difficultés financières » de la collectivité à son arrivée.

#### Les années Hollande (2012-2017)
Après la victoire de François Hollande à l'élection présidentielle de 2012 et celle du Parti socialiste aux élections législatives de 2012, il suit Arnaud Montebourg comme conseiller (2012-2013) et directeur de cabinet au ministère du redressement productif puis au ministère de l'Économie (2013-2014).
Après avoir refusé plusieurs fois de devenir chef de cabinet d'Emmanuel Macron, successeur d'Arnaud Montebourg, il est nommé secrétaire général adjoint de la présidence de la République le 17 novembre 2014,. À ce poste, il participe notamment aux arbitrages concernant la loi Travail, avec laquelle « il [n'est] pas très à l'aise » selon un ancien collègue, et s'oppose parfois au ministre Emmanuel Macron, qui cherche à durcir le texte, en s'inquiétant notamment de l'opposition de la CFDT ; il évoque à ce sujet « un accident industriel majeur ». Il est également, selon L'Opinion, « l'œil industriel de l'Élysée sur Areva », alors en cours de restructuration. Selon Les Inrockuptibles, il s'oppose en interne à la proposition polémique de François Hollande sur la déchéance de nationalité pour les binationaux à la suite des attentats du 13 novembre 2015, citant les « menaces de morts envoyées à sa femme durant cette période et les attaques sur sa double nationalité ».
En décembre 2016, il quitte le secrétariat général de l'Élysée, tout en restant conseiller du président François Hollande,. Avant le renoncement de François Hollande à se présenter à l'élection présidentielle de 2017, il travaille avec Constance Rivière, sa conseillère spéciale chargée de la culture et de la citoyenneté, et Guillaume Bachelay, numéro 2 du PS, sur les idées de sa possible campagne. Libération relève que « pendant le quinquennat, il réussit la prouesse de passer de la fronde à la hollandie, sans perdre son âme ».

## Parcours politique

### Député de laXVelégislature (2017-2022)

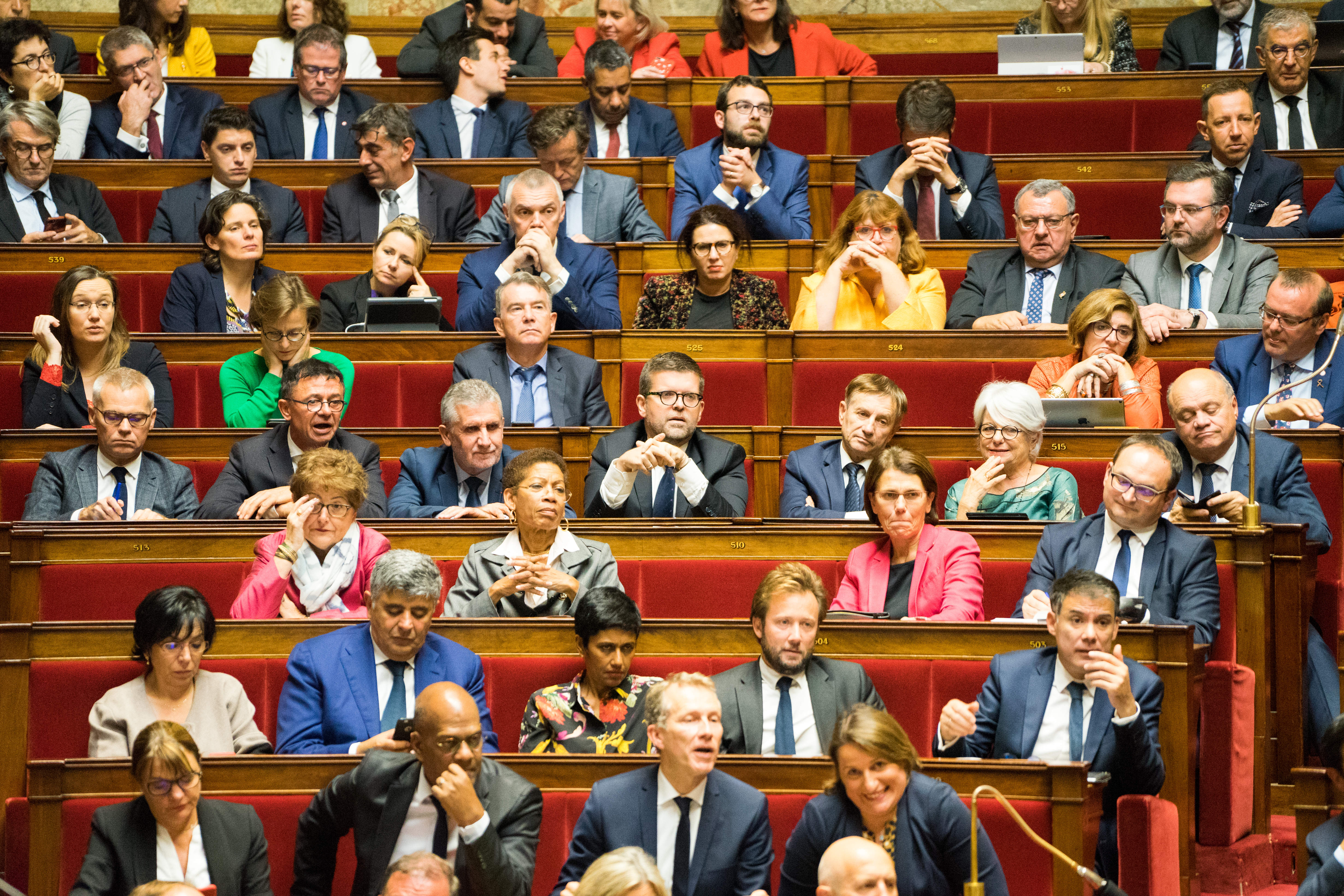
Boris Vallaud en 2018 en séance dans l'hémicycle de l'Assemblée nationale, à droite du 2e rang.

Il se présente aux élections législatives de 2017 dans la 3e circonscription des Landes, où était élu Henri Emmanuelli et présentée comme « une circonscription en or ». Soutenu par ce dernier jusqu'à son décès en mars, Boris Vallaud obtient l'investiture du PS après avoir remporté une primaire interne au sein de la fédération des Landes, avec 63,5 % des votes des militants face au conseiller départemental Paul Carrère, fils du sénateur PS Jean-Louis Carrère. À l'issue du premier tour, il arrive en 2e position avec 25,33 % des suffrages exprimés, dix points derrière Jean-Pierre Steiner, candidat La République en marche. Il l'emporte au second tour en obtenant 50,75 % des suffrages. Il est l'un des trois seuls députés socialistes non sortants à avoir été élus lors de ces élections législatives. Il est porte-parole du groupe Nouvelle Gauche qui devient ensuite « groupe Socialistes et apparentés ».
Au début de la législature, Le Journal du dimanche le situe parmi « les 10 députés qui vont peser dans le quinquennat » : « Depuis son élection dans les Landes, il donne de la voix : il a été l'un des cinq députés socialistes à ne pas voter la confiance au second gouvernement Édouard Philippe et se montre l'un des plus acerbes sur l'action de l'exécutif ». Après six mois de législature, il est le 14e député le plus actif selon le classement établi par Capital, avec notamment 40 présences en commission et 283 amendements.
Dans le contexte de l'affaire Benalla, il met au jour une disposition permettant à la commission des Lois de se doter des prérogatives d’une commission d’enquête.
Membre de la commission des Affaires sociales, il s'oppose à la réforme du code du travail par ordonnances : Mediapart indique qu'il « entend porter une contradiction moins radicale que celle des insoumis et des communistes, mais en réfutant une quelconque continuité avec la loi sur le travail de Myriam El Khomri, à l'élaboration de laquelle il a participé depuis l'Élysée, tout en reconnaissant ne pas avoir gagné tous les arbitrages ». Pour Les Échos, il « s'est révélé lors des travaux sur la réforme du Code du travail [...]. Tandis qu'Adrien Quatennens se faisait remarquer dans l'hémicycle, c'est au sein de la commission des Affaires sociales que le nouveau député des Landes s'est illustré, se positionnant comme co-rapporteur de la mise en application de la loi et en proposant un grand nombre d'amendements ». Il n'est pas présent à la manifestation du 12 septembre 2017, organisée par la CGT, alors que le PS appelle à y participer.
Opposé aux réformes de la fonction publique et de l'assurance chômage, ainsi qu'à la ratification du CETA et aux mesures sur l'immigration, il dénonce « le strabisme dangereux » d'Emmanuel Macron qui regarderait « vers l'extrême droite », et dénonce un « président populiste ». Alors que le gouvernement a engagé la privatisation d'Aéroports de Paris (ADP) dans le cadre de la loi relative à la croissance et la transformation des entreprises (dite PACTE), il est parmi les initiateurs du déclenchement de la procédure du référendum d'initiative partagée (RIP) pour que les Français se prononcent pour ou contre cette privatisation. Opposant à la réforme des retraites de 2020, il prépare la saisine du Conseil constitutionnel. Avec Hervé Saulignac, il défend, à travers une proposition de loi, la création d'une dotation universelle pour tous les jeunes de 18 ans et d'un revenu de base inconditionnel.

### Député de laXVIelégislature (2022-2024)
En mai 2022, il est investi par le Parti socialiste, pour la coalition Nouvelle Union populaire écologique et sociale, dans la troisième circonscription des Landes,. Il est réélu député au second tour des élections législatives à 59,93 %, contre 40,07 % pour son adversaire Jean-François Broquères, candidat LREM-Renaissance. Le journal Sud Ouest souligne que Boris Vallaud « améliore son score de 2017 de plus de 5 000 voix » et obtient « le meilleur score des députés réélus des Landes ».
Le 23 juin 2022, il est élu président du groupe Socialistes et apparentés, membre de l'intergroupe NUPES à l'Assemblée nationale,, succédant ainsi à Valérie Rabault.
Dans un entretien à L'Express en octobre 2023, Boris Vallaud déclare que les socialistes gèlent leur participation à l'intergroupe de la NUPES : « Je le dis peiné : la Nupes, ça ne marche pas, ça marche mal ». Il décrit Jean-Luc Mélenchon comme un homme qui « interfère, empêche » et revient sur les propos de certains cadres insoumis sur les attaques du Hamas qui divergent de la position des socialistes comme des autres partis de gauche. Toutefois, selon le président du groupe socialiste à l'Assemblée nationale, « les socialistes croient au rassemblement de toute la gauche pour une alternative en 2027 ».

### Député de laXVIIelégislature (depuis 2024)

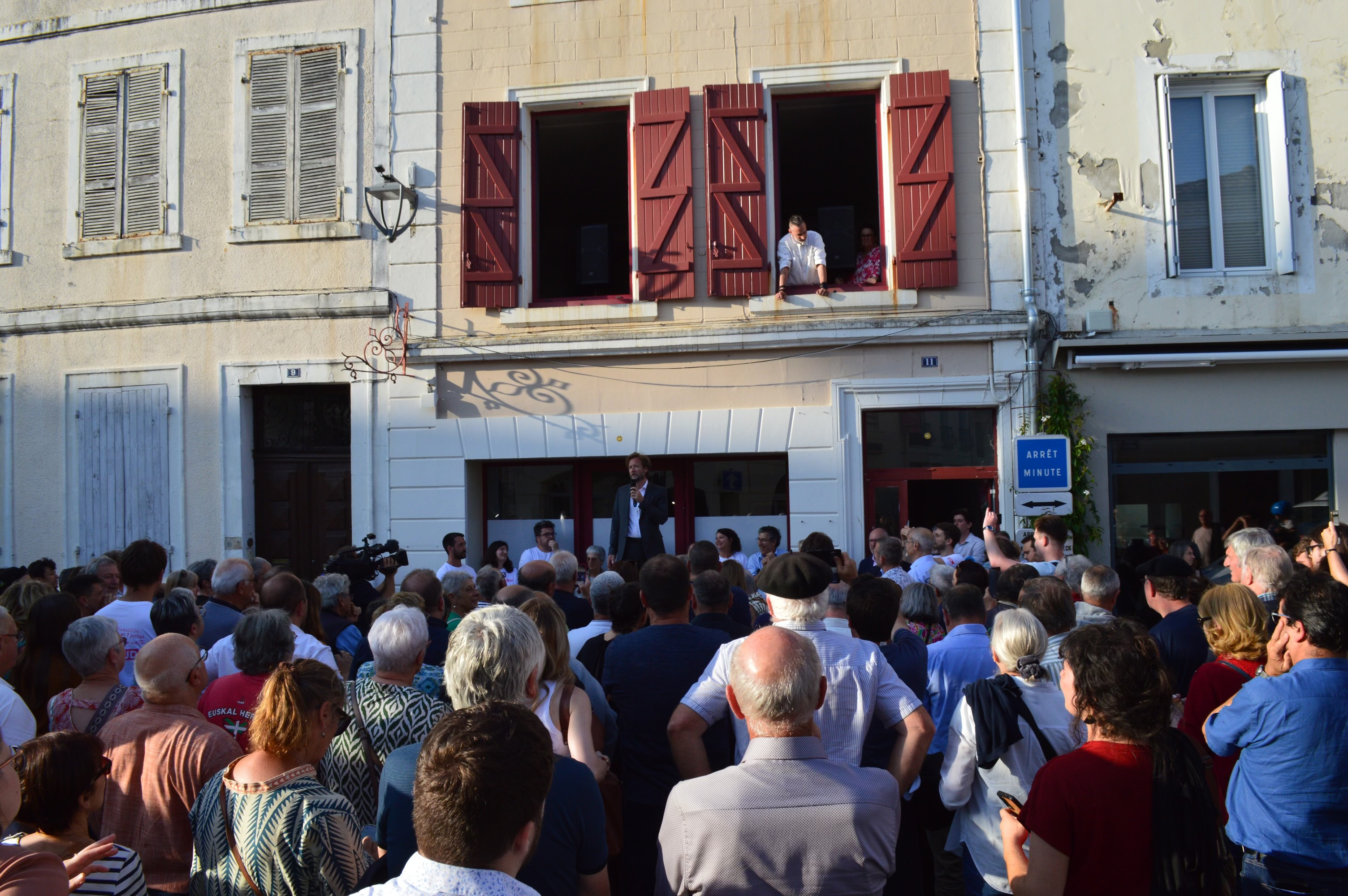
Réélection de Boris Vallaud en 2024.

Boris Vallaud arrive en tête au premier tour avec 37,1 % des suffrages, il est réélu avec 56,65 % des voix exprimées face à  la candidate RN Sylvie Franceschini, qui totalisait 43,35 %,. Le Monde souligne qu’« il s’agissait du premier duel avec un candidat d’extrême droite pour le député sortant, qui avait affronté des macronistes en 2017 puis 2022 et remporté les dernières élections législatives avec près de 60 % des voix, dans une circonscription acquise aux socialistes depuis 1978 ».
Il est réélu président du groupe Socialistes et apparentés, le 10 juillet 2024, à l'unanimité,. Il siège à la commission de la Défense nationale et des Forces armées.
Le 26 juin 2025, la suite de l’échec du « conclave sur les retraites » lancé par le Premier ministre François Bayrou en échange d’un accord de non-censure du groupe socialiste, Boris Vallaud dépose, avec 65 de ses collègues, une motion de censure pour faire chuter le gouvernement.

### Conseiller départemental des Landes
En 2021, il se présente aux élections départementales des Landes, dans le canton d’Adour Armagnac. À l’issue du premier tour, il finit premier avec 44,32 % des suffrages exprimés. Il est élu au second tour avec 57,58 % des voix et renverse ainsi un canton traditionnellement ancré à droite.

### Cadre du Parti socialiste
En 2017, il est l’invité d’honneur de la Fête de la rose de Frangy-en-Bresse organisée par Arnaud Montebourg.
Boris Vallaud soutient Olivier Faure en vue du congrès d'Aubervilliers d'avril 2018. Ils appartiennent tous deux au groupe dit des « quadras », une dizaine de cadres du PS qui se sont soudés à la fin de la présidence de François Hollande, au sein duquel Boris Vallaud « réfléchit à la nouvelle doctrine du socialisme », et qui était disposé à se ranger derrière Najat Vallaud-Belkacem avant son renoncement.
Après l'élection d'Olivier Faure comme premier secrétaire, il envisage de lui succéder à la présidence du groupe Nouvelle Gauche à l'Assemblée mais se retire avant l'élection, constatant qu'il n'aurait pas les suffrages nécessaires face à Valérie Rabault. Quelques jours plus tard, il est désigné porte-parole du PS et secrétaire national à l'Europe.
En 2018, il est critiqué au sein du Parti socialiste, notamment par François Rebsamen et Stéphane Le Foll, pour avoir accepté l'invitation à une table ronde de l'université d'été de La France insoumise,.
En vue de l'élection présidentielle de 2022, il est chargé du projet du PS et plaide pour « une large union de la gauche en alternative crédible à Emmanuel Macron et Marine Le Pen »,,. Paris Match le présente comme « le socialiste fâché avec personne » au sein de la gauche, indiquant qu'il a « été sollicité par les équipes d’Anne Hidalgo et d’Arnaud Montebourg » tout en étant proche, au sein de la commission des Affaires sociales de l'Assemblée nationale, de Pierre Dharréville (PCF) et Caroline Fiat (La France insoumise). Une fois Anne Hidalgo désignée par le PS, il devient responsable de l’équipe de ses porte-paroles.
Le 24 mai 2025, il lance l’académie Léon Blum, think tank et institut de formation au sein du Parti socialiste.
Il se porte candidat au poste de premier secrétaire à l'occasion du congrès de 2025 du parti, face à Olivier Faure et Nicolas Mayer-Rossignol. Son texte d'orientation se classe troisième obtient 17,4 % des suffrages. S'il ne donne pas de consigne de vote pour le second tour aux soutiens de son texte, il annonce voter à titre personnel en faveur d'Olivier Faure (dont le texte d'orientation est arrivé en tête) pour le poste de premier secrétaire. Ce dernier est réélu avec 50,9 % des suffrages. Boris Vallaud intègre néanmoins la direction nationale du parti, qui est composée à « 30 % » de ses proches. Il est officiellement  nommé président de l’académie Léon Blum.

## Prises de position

### Affaire CumCum et justice fiscale
En 2018, Boris Vallaud travaillait avec l’économiste Gabriel Zucman sur la taxation des multinationales. Il constate alors « qu’il manque des dizaines de milliards d’euros dans le budget des États, 20 % du produit de l’impôt sur les entreprises ». Il réfléchissait alors à « mieux taxer, que ce ne soit pas les PME qui payent ce que les multinationales ne payent pas. » Ils proposent ensemble une réforme de la taxation des multinationales basée sur leur chiffre d'affaires.
Au même moment, Le Monde et un collectif de médias internationaux sortent l’affaire des CumEx Files. Considérant l’affaire comme « de la fraude fiscale aggravée », Boris Vallaud décide de porter plainte contre X pour blanchiment de fraude fiscale et escroquerie aggravée auprès du parquet national financier le 29 novembre 2018. Lors d’une réunion publique dans sa circonscription des Landes, il évoque sa démarche auprès des habitants. 250 se joignent alors à lui et portent également plainte, devant le « Collectif de Citoyens en Bande Organisée ». Boris Vallaud justifie cet intérêt par « un appétit de justice énorme : les gens ne sont pas contre payer des impôts, ils veulent que tout le monde les paye ».
Le 28 mars 2023, cinq grandes banques françaises sont perquisitionnées simultanément pour fraude fiscale sur les dividendes. Ce qui est appelé « la plus grosse opération de l’histoire du Parquet National Financier » a pour « origine la plainte du député socialiste des Landes », raconte le média 20 Minutes.

### Familles monoparentales
Le 10 octobre 2023, il lance avec Philippe Brun un groupe de travail transpartisan sur les familles monoparentales à l'Assemblée nationale, avec pour objectif « d’aboutir à une proposition de loi transpartisane d’ici le premier semestre 2024 ».
Le 8 novembre 2023, à la suite d’une négociation avec le Gouvernement, Boris Vallaud obtient l'accord pour un amendement prévoyant une « allocation exceptionnelle de fin d'année pour les parents élevant seuls des enfants et vivant sous le seuil de pauvreté » à l’occasion de l'adoption du projet de loi de fin de gestion à l'Assemblée nationale. D’un montant compris entre 115 et 200€ par foyer, il est destiné aux familles vivant sous le seuil de pauvreté (moins de 1 063 € pour une personne seule) pour un coût de 70 millions d’euros. Cette aide, selon la ministre des Solidarités, concernerait 600 000 familles monoparentales. Boris Vallaud souligne son choix de « soutenir [les familles monoparentales] après une année de hausse des prix, mais aussi de donner enfin de la visibilité à cette réalité ».

### Peuple ouïghour
En septembre 2020, Boris Vallaud participe à la création du "Collectif parlementaire de solidarité envers le peuple ouïghour" avec la volonté de "tout faire pour faire fermer ces camps de la honte et défendre la vie et les droits des Ouïghours". Dans la continuité de ce travail, le 20 janvier 2022, à l’occasion de la niche parlementaire du groupe des députés socialistes, l’Assemblée nationale a adopté la proposition de résolution « portant sur la reconnaissance et la condamnation du caractère génocidaire des violences politiques systématiques ainsi que des crimes contre l’humanité actuellement perpétrés par la République populaire de Chine à l’égard des Ouïgours ».,

### Droits des personnes LGBT
Comme président du groupe socialiste, Boris Vallaud inscrit à l'ordre du jour de l'Assemblée nationale en mars 2024 une proposition de loi  "portant reconnaissance par la Nation et réparation des préjudices subis par les personnes condamnées pour homosexualité entre 1942 et 1982 ", qu'il défend dans TETU en soulignant l'importance d'un "vote de vérité" pour reconnaître les torts causés. Le 6 mars 2024, cette proposition de loi est adoptée à l'unanimité par l'Assemblée nationale,.

## 81e Congrès du Parti Socialiste - Nancy
|       | Résultats | Résultats | Résultats           | Résultats | Résultats          | Résultats | Résultats |      |
|       | Résultat  | Résultat  | Résultat            | Titre     | Premier signataire | Résultat  | Résultat  |      |
| Année | Parti     | Parti     | Texte d'Orientation | Titre     | Premier signataire | Voix      | %         | Rang |
| ----- | --------- | --------- | ------------------- | --------- | ------------------ | --------- | --------- | ---- |
| 2025  | PS        |           | B                   | Unir      | Boris Vallaud      | 4 313     | 17,60     | 3e   |

## Synthèse des résultats électoraux

### Présidence du groupe Socialiste à l’Assemblée nationale
| Année | Parti | Parti | Tour unique | Tour unique | Tour unique | Issue |
| Année | Parti | Parti | Voix        | %           | Rang        | Issue |
| ----- | ----- | ----- | ----------- | ----------- | ----------- | ----- |
| 2022  |       | PS    | 26          | 86,67       | 1er         | Élu   |
| 2024  | 66    | PS    | 100,00      | 1er         | Élu         |       |

### Élections législatives
| Année | Parti  | Parti | Circonscription | 1er tour | 1er tour | 1er tour | 2d tour | 2d tour | 2d tour |
| Année | Parti  | Parti | Circonscription | Voix     | %        | Rang     | Voix    | %       | Issue   |
| ----- | ------ | ----- | --------------- | -------- | -------- | -------- | ------- | ------- | ------- |
| 2017  |        | PS    | 3e des Landes   | 13 636   | 25,33    | 2e       | 23 460  | 50,75   | Élu     |
| 2022  | 22 057 | PS    | 3e des Landes   | 40,16    | 1er      | 28 998   | 59,93   | Élu     |         |
| 2024  | 26 235 | PS    | 3e des Landes   | 37,10    | 1er      | 38 537   | 56,65   | Élu     |         |

### Élections départementales
| Année | Parti | Parti | Canton         | 1er tour | 1er tour | 1er tour | 2d tour | 2d tour | 2d tour |
| Année | Parti | Parti | Canton         | Voix     | %        | Rang     | Voix    | %       | Issue   |
| ----- | ----- | ----- | -------------- | -------- | -------- | -------- | ------- | ------- | ------- |
| 2021  |       | PS    | Adour Armagnac | 3 512    | 44,32    | 1er      | 4 435   | 57,58   | Élu     |

## Publications
- Un esprit de résistance, Flammarion, 2021.
- En permanence. Ces vies que je fais miennes, Odile Jacob, 2024[97],[98],[99].